# Ultima noapte a singurătății
Ultima noapte a singurătății este un film românesc din 1976 regizat de Virgil Calotescu. Rolurile principale au fost interpretate de actorii Mircea Albulescu, Stela Popescu și Iurie Darie.

## Distribuție
- Mircea Albulescu — Octavian Borcea, văcar la G.A.C., țăran harnic, dar individualist
- Iurie Darie — Toader Onișor, instructorul Comitetului Județean de Partid
- Petre Gheorghiu — Ion Cireș, președintele Gospodăriei Agricole Colective (G.A.C.) din Zapalia
- Costel Constantin — Axente Borcea, fiul cel mare al lui Octavian, inginer agronom în părțile Dobrogei
- Stela Popescu — Nuți, soția preotului Liviu Ardeleanu, o femeie lacomă
- Silviu Stănculescu — Liviu Ardeleanu, preotul paroh al comunei Zapalia
- Vasile Nițulescu — Nicodim, fratele preotesei, fost negustor de vite, predicator pocăit
- George Mihăiță — Veanu Borcea, fiul cel mic al lui Octavian, tractorist la G.A.C.
- Virginia Rogin — Lelia („Lelica”) Cireș, fiica lui Ion Cireș și iubita lui Axente, învățătoare în satul natal
- Ioana Ciomîrtan — Maria Borcea, soția lui Artimon, mama bătrână a lui Octavian
- Dorina Lazăr — Saveta, verișoara preotesei, țărancă văduvă tânără, văcăriță la G.A.C.
- N.N. Matei — Artimon Borcea, tatăl bătrân al lui Octavian
- Colea Răutu — impiegatul CFR
- Draga Olteanu-Matei — artista amatoare
- Dorina Done — Ioana Cireș, soția președintelui G.A.C.-ului
- Dumitru Rucăreanu — Mitică, bufetierul satului
- Aura Andrițoiu — Aurica, soția lui Ion Robu, finul lui Octavian
- Marina Kánya
- Adina Popescu — Flavia, fata preotului
- Gheorghe Novac
- Ion Anghel — țăran cooperator
- Dumitru Dimitrie
- Mariana Calotescu — sora medicală
- Ștefan Georgescu
- Petre Tanasievici
- Iuliu Popescu
- Ion Anghelescu-Moreni
- Georgeta Grigorescu